# Гаргілл (Техас)
Гаргілл (англ. Hargill) — переписна місцевість (CDP) в США, в окрузі Ідальго штату Техас. Населення — 800 осіб (2020).

## Географія
Гаргілл розташований за координатами 26°26′32″ пн. ш. 98°0′52″ зх. д. / 26.44222° пн. ш. 98.01444° зх. д. (26.442289, -98.014559).  За даними Бюро перепису населення США в 2010 році переписна місцевість мала площу 2,21 км², уся площа — суходіл.

## Демографія
Згідно з переписом 2010 року, у переписній місцевості мешкало 877 осіб у 259 домогосподарствах у складі 205 родин. Густота населення становила 396 осіб/км².  Було 284 помешкання (128/км²). 
Расовий склад населення:
| - 78,9 % — білих - 0,9 % — чорних або афроамериканців - 17,6 % — осіб інших рас |

До двох чи більше рас належало 2,6 %. Іспаномовні складали 91,8 % від усіх жителів.
За віковим діапазоном населення розподілялося таким чином: 33,3 % — особи молодші 18 років, 53,7 % — особи у віці 18—64 років, 13,0 % — особи у віці 65 років та старші. Медіана віку мешканця становила 30,3 року. На 100 осіб жіночої статі у переписній місцевості припадало 106,8 чоловіків;  на 100 жінок у віці від 18 років та старших — 96,3 чоловіків також старших 18 років.
Середній дохід на одне домашнє господарство  становив 19 685 доларів США (медіана — 13 382), а середній дохід на одну сім'ю — 31 186 доларів (медіана — 16 607). За межею бідності перебувало 74,7 % осіб, у тому числі 100,0 % дітей у віці до 18 років та 52,7 % осіб у віці 65 років та старших.
Цивільне працевлаштоване населення становило 92 особи. Основні галузі зайнятості: освіта, охорона здоров'я та соціальна допомога — 54,3 %, сільське господарство, лісництво, риболовля — 17,4 %, транспорт — 9,8 %, мистецтво, розваги та відпочинок — 9,8 %.